# Gefla Högtryck
Gefla Högtryck, eller i allmänt tal "GH", är Gefle studentkårs tidning.
Syftet med tidningen är att upplysa Högskolan i Gävles studenter om kårens, högskolan och studentlivet i Gävle.